# Morelábor
Morelábor es un municipio español situado en la parte meridional de la comarca de Los Montes, provincia de Granada, comunidad autónoma de Andalucía. Está integrado por las localidades de Moreda, Laborcillas y Estación de Moreda. Limita con los municipios de Gobernador, Pedro Martínez, Huélago, Darro y Píñar. Otras localidades cercanas a Moreda son Bogarre y Torre-Cardela.

## Toponimia
Moreda y Laborcillas fueron dos municipios independientes hasta que, en 1974, se fusionaron en uno solo llamado Morelábor. Su denominación procede de la unión de las dos primeras sílabas de los nombres de ambas poblaciones.

## Geografía

### Situación
Integrado en la comarca de Los Montes, se encuentra situado a 58 kilómetros de la capital provincial, a 86 de Jaén, a 134 de Almería y a 253 de Murcia.
| Noroeste: Píñar y Gobernador | Norte: Gobernador | Nordeste: Gobernador           |
| Oeste: Píñar                 |                   | Este: Pedro Martínez y Huélago |
| Suroeste: Píñar y Darro      | Sur: Darro        | Sureste: Huélago               |

## Historia

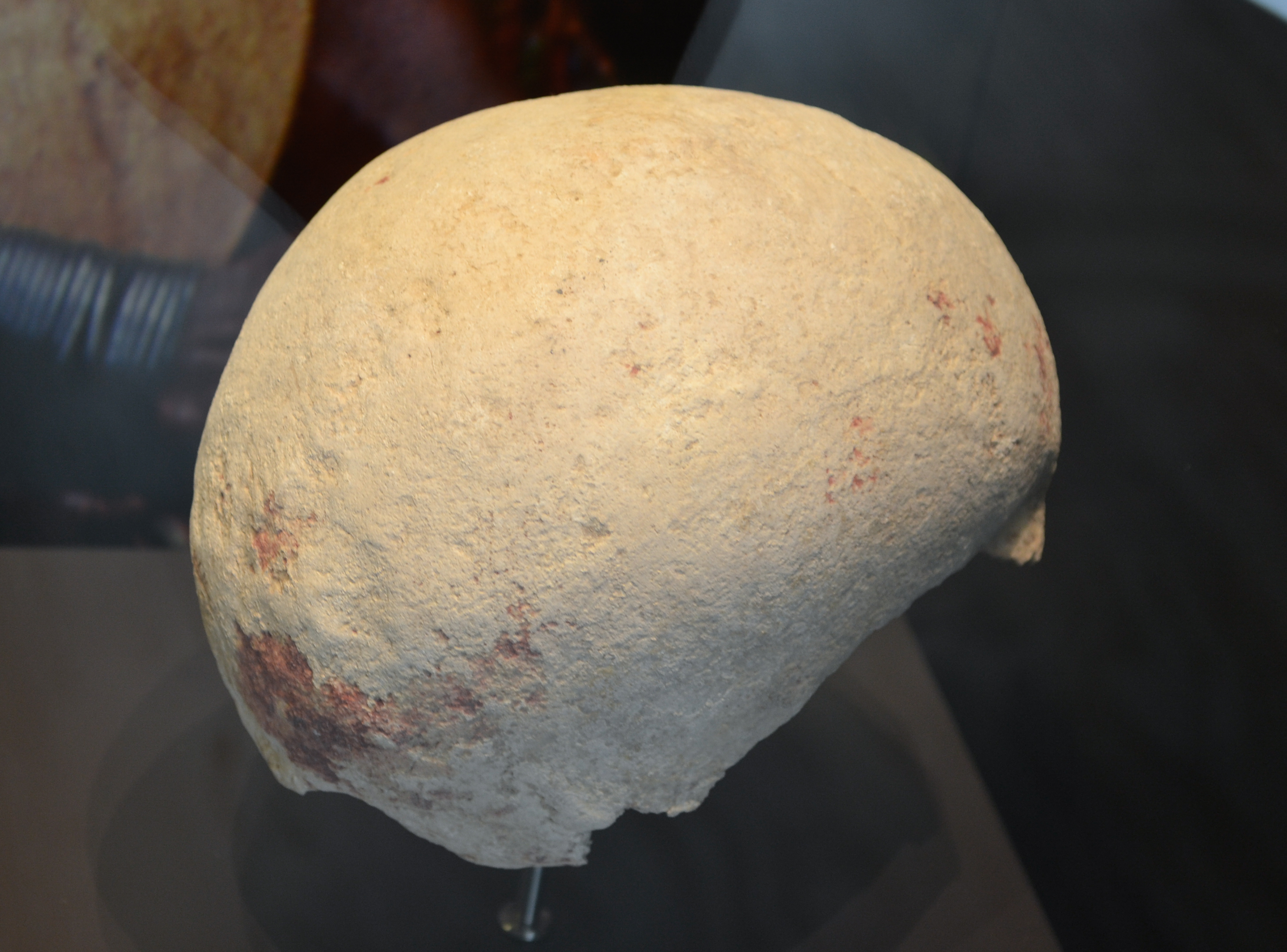
Cráneo de homo sapiens de Sonseca (Laborcillas) Museo Arqueológico Nacional

Los testimonios más antiguos del poblamiento del municipio los constituyen los yacimientos arqueológicos del cerro de los Castellanos de la cultura del argar y la necrópolis megalítica de los parajes de Los Eriales y Sonseca, documentados por Luis Siret en 1944 y cuyos hallazgos se encuentran en el Museo Arqueológico Nacional de España.
La historia del actual enclave de Moreda y Larbocillas nace en la época árabe. Tras el final de la guerra de Granada la primera mención al cortijo de Moreda es de 1495. En 1522 se relaciona este núcleo de setenta hectáreas entre las más de 3000 ha. que acumulaba Alonso de Granada Venegas, perteneciente a la oligarquía del Reino de Granada durante la Edad Moderna, y entre las que se concentraban además Campotéjar o Dehesas Viejas. En 1588 Pedro Benavides de Cárdenas, regidor de Guadix, y su mujer Luisa de Luján, compran la jurisdicción y constituyen el señorío de Moreda y Pozoblanco.
En 1736 se manda construir una casa señorial, la iglesia y la Terzia, casa para el depósito del grano, que era el cultivo principal y que actualmente ocupa el ayuntamiento. A finales del siglo XVIII el señorío de Moreda y Pozoblanco sería heredado por Alonso Cristóbal Fernández de Santillán y Villacís, IV marqués de la Motilla, conde de Casa Alegre y maestrante de Sevilla.
En 1896 se inauguró la estación de Moreda dentro de la línea línea Linares-Almería, ideada para principalmente el tráfico de mercancías entre la zona minera de Linares-La Carolina y el puerto de Almería.
Durante los años 60 y 70 del siglo XX se produjo el éxodo rural al igual que en el resto de los pueblos de la comarca de Los Montes. En 1974 se fusionaron los municipios de Moreda y Laborcillas, dando lugar al actual Morelábor. En 1987 la corporación municipal expropió por decreto varias parcelas del antiguo señorío, cuyos primeros cinco mil metros cuadrados fueron ocupados simbólicamente por el ayuntamiento para construir las nuevas escuelas de la población.[cita requerida] En 1989 el X marqués de la Motilla vendió las 2000 ha de terreno de Moreda, la casa del marqués y la Terzia por 325 millones de pesetas a los ciento setenta y seis colonos a través de un préstamo del Banco de Crédito Agrícola, por lo que se extinguió el latifundio y los vecinos se convirtieron en propietarios.
En 2008 el alcalde de Morelábor, Joaquín García Ramos (PSOE), pidió públicamente a través de un bando que los vecinos de Laborcillas apoyasen su independencia de Moreda. Cabe señalar que entre los años 2010 y 2020 el municipio ha perdido un 22 % de su población.

## Demografía
Morelábor cuenta con una población de 587 habitantes (INE 2024).
| Gráfica de evolución demográfica de Morelábor entre 1981 y 2021 |
| |
| Población de derecho según los censos de población del INE Población de hecho según los censos de población del INEEn 1974 aparece este municipio porque se fusionan los municipios Laborcillas y Moreda |

## Administración y política
Los resultados en Morelábor de las elecciones municipales, celebradas en mayo de 2019, son:
| Elecciones Municipales - Morelábor (2019) | Elecciones Municipales - Morelábor (2019) | Elecciones Municipales - Morelábor (2019) | Elecciones Municipales - Morelábor (2019) | Elecciones Municipales - Morelábor (2019) |
| Partido político                          | Partido político                          | Votos                                     | Votos                                     | Concejales                                |
| ----------------------------------------- | ----------------------------------------- | ----------------------------------------- | ----------------------------------------- | ----------------------------------------- |
|                                           | Partido Socialista Obrero Español (PSOE)  | 256                                       | 55,29 %                                   | 4                                         |
|                                           | Partido Popular (PP)                      | 193                                       | 41,68 %                                   | 3                                         |
|                                           | Ciudadanos (Cs)                           | 7                                         | 1,51 %                                    | 0                                         |

## Economía
La agricultura es el principal generador de riqueza y empleo. El principal cultivo son las 1300 ha de cereal de secano, seguido del olivar.

## Comunicaciones

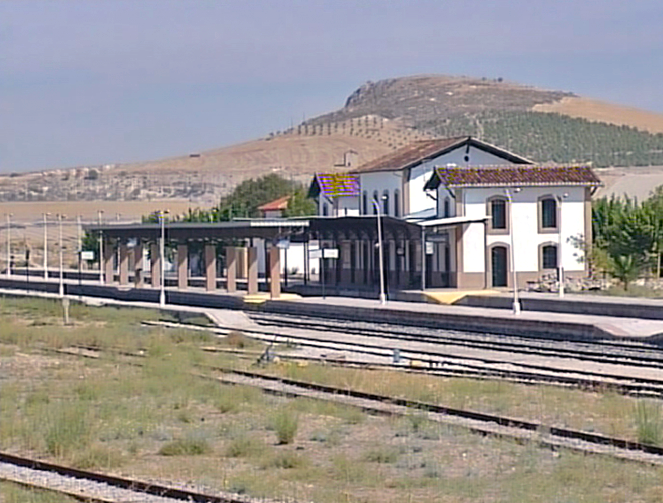
La estación de Moreda

Moreda se encuentra junto a la carretera A-401 que enlaza Úbeda con la A-92 en Darro y en la A-308 que enlaza la A-44 con la A-92 desde Iznalloz a Darro. Moreda y Laborcillas están comunicadas por la A-325 que a su vez llega hasta Pedro Martínez.
La estación de Moreda es un nudo de comunicación ferroviario que pertenece a la red de media distancia de la línea Moreda-Granada y a la línea Linares-Almería.

## Infraestructuras y equipamientos

### Sanidad
En Laborcillas existe un consultorio auxiliar y en Moreda un consultorio. Se encuentra en el área de influencia del Hospital de Alta Resolución de Guadix.

### Educación
Está dotada con el colegio público CEIP La Santa Cruz en Moreda, que está adscrito a centros de Guadix para realizar la siguiente etapa formativa.

## Cultura

### Fiestas
La noche de San Antón, el 17 de enero, se mantiene la tradición de prender numerosas hogueras para pasar alrededor de ellas unas horas de convivencia ciudadana durante las que se come y se bebe.
Las fiestas patronales son en Laborcillas alrededor del 19 de marzo. En Moreda las fiestas patronales tienen lugar a principios de mayo, destacando por encima el día 3 que es el día grande para todos los moredanos.
En el primer fin de semana del mes de agosto tiene lugar en Moreda la llamada Feria de Verano en honor de la Santa Cruz, y una semana después, la Feria de Verano dedicada a San José en Laborcillas.